# Mogyorószínű pókhálósgomba
A mogyorószínű pókhálósgomba (Cortinarius privignoides) a pókhálósgombafélék családjába tartozó, Európában honos, fenyvesekben, nyíresekben élő, nem ehető gombafaj. 

## Megjelenése
A mogyorószínű pókhálósgomba kalapja 5-7 cm széles, eleinte domború vagy harang alakú, idősen majdnem laposan kiterül. Felszíne száraz, selymes. Színe tompa rézbarna vagy narancsbarna. Szélén a lemezeket védő burok maradványaként keskeny, selymes, fehér sáv lehet.
Húsa kemény (a tönk tövében szivacsos), színe fehéres, a tönkben halványbarnás. Szaga és íze nem jellegzetes. Kálium-hidroxiddal szürke színreakciót ad.
Sűrű lemezei tönkhöz nőttek. Színük fiatalon tompa barnás, idősen rozsdabarna. Élük gyakran fehéres és finoman fűrészes. A fiatal lemezeket fehér, pókhálószerű kortina védi. 
Tönkje 5-6 cm magas és max. 1,5 cm vastag. Töve bunkósan megvastagodott. Felszíne száraz, selymes. Színe fehéres vagy halványbarnás, egészen fiatalon lilás árnyalatú lehet. A tönkre tapadó kortina rosszul elkülönülő gallérzónát hozhat létre.
Spórapora rozsdabarna. Spórája ellipszis alakú, gyengén szemölcsös, mérete 7-10 x 4,5-6 µm. 

### Hasonló fajok
A barackszínű pókhálósgomba hasonlíthat hozzá. 

## Elterjedése és termőhelye
Európában honos. 
Fenyvesekben, néha nyír alatt található meg. 

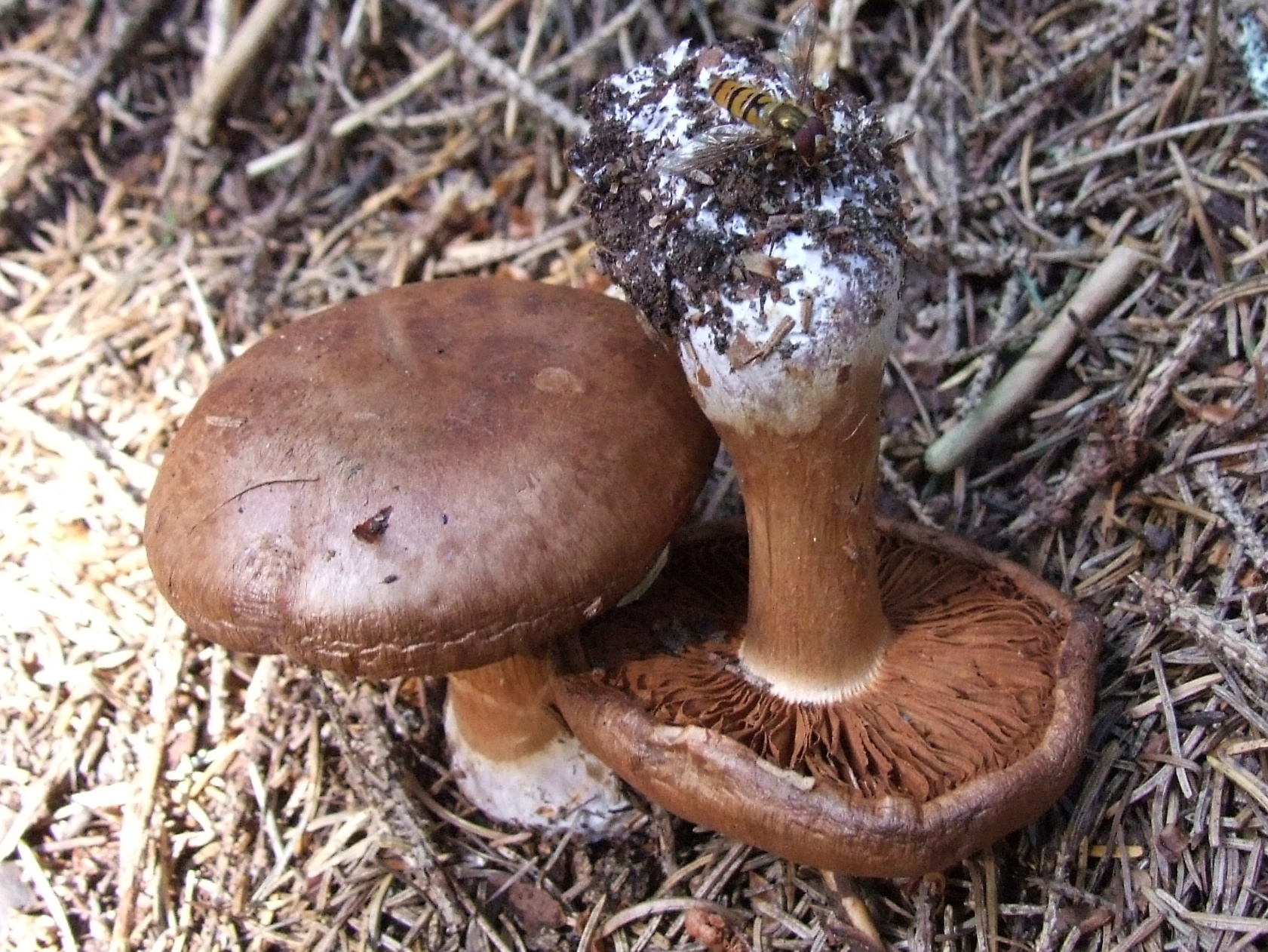
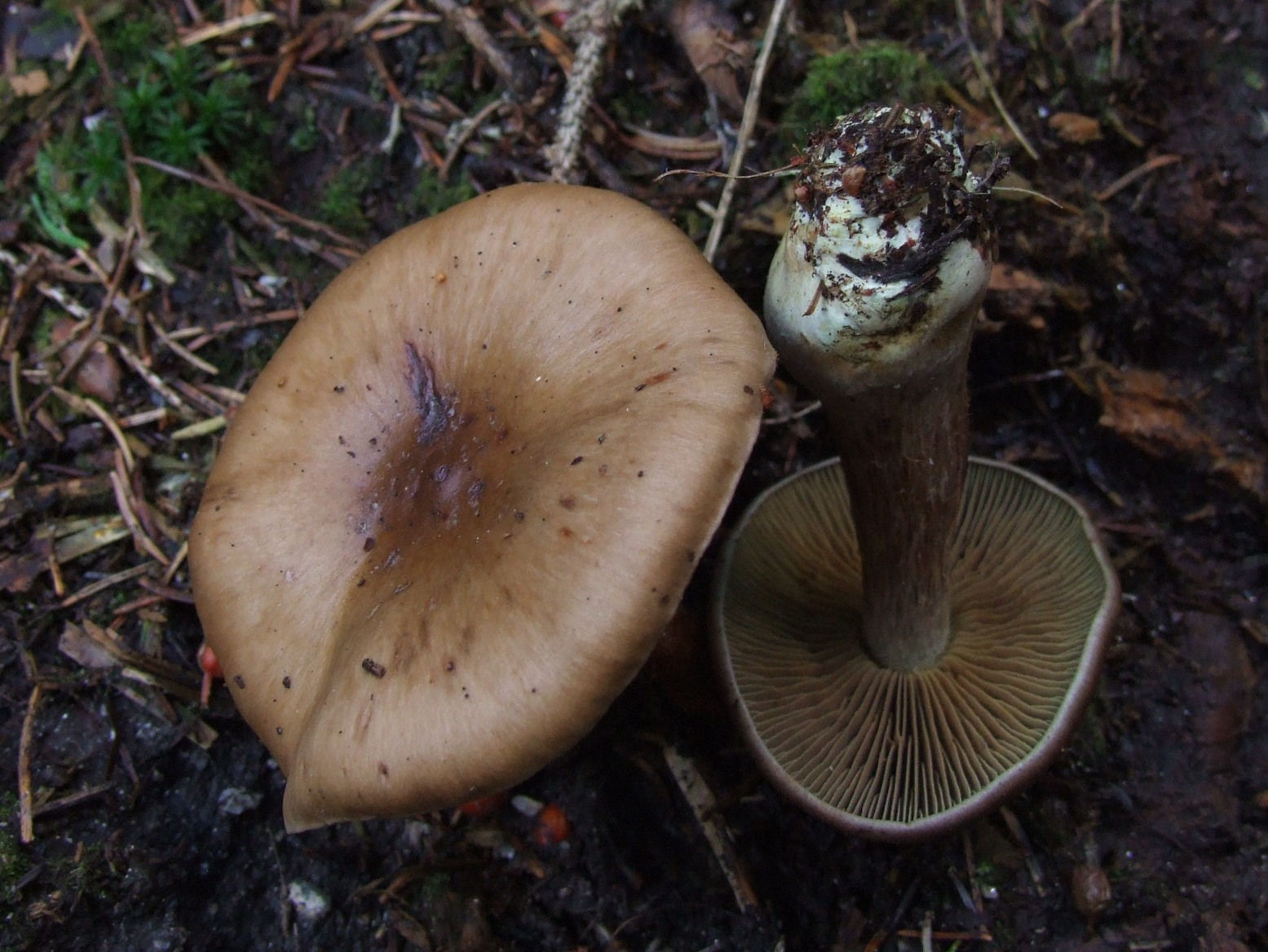

Nem ehető.